# Cochlidium punctatum
Cochlidium punctatum là một loài dương xỉ trong họ Polypodiaceae. Loài này được Raddi L.E. Bishop mô tả khoa học đầu tiên năm 1978.